# 海兴省
海兴省（越南语：／），是越南1968年至1996年间的省份，省莅在海阳市社，今属海阳省和兴安省。

## 地理
海兴省北接河北省和河内市，西接河西省，南接太平省和南河省，东接广宁省和海防市。

## 历史
1968年1月26日，海阳省和兴安省合并为海兴省，省莅海阳市社。下辖海阳市社、兴安市社2市社和恩施县、平江县、锦江县、至灵县、嘉禄县、快州县、金洞县、金城县、荆门县、美豪县、南策县、宁江县、芙蕖县、青河县、青沔县、仙侣县、四岐县、文江县、文林县、安美县20县。
1977年3月11日，锦江县和平江县合并为锦平县，芙蕖县和仙侣县合并为芙仙县，文江县和安美县合并为文安县，文林县和美豪县合并为文美县。
1979年2月24日，金城县和荆门县合并为金门县，南策县和青河县合并为南青县，四岐县和嘉禄县合并为四禄县，青沔县和宁江县合并为宁青县，金洞县和恩施县合并为金施县，文安县14社（原文江县部分）和快州县合并为州江县，剩余部分（原安美县部分）和文美县合并为美文县。
1982年1月4日，金施县2社和芙仙县4村划归兴安市社管辖。
1996年1月27日，金施县分设为金洞县和恩施县，宁青县分设为宁江县和青沔县，四禄县分设为四岐县和嘉禄县。
1996年时，海兴省下辖海阳市社、兴安市社2市社和恩施县、锦平县、州江县、至灵县、嘉禄县、金洞县、金门县、美文县、南青县、宁江县、芙仙县、青沔县、四岐县13县。
1996年11月6日，越南国会通过决议，撤销海兴省，恢复海阳省和兴安省。海阳省下辖海阳市社和锦平县、至灵县、嘉禄县、金门县、南青县、宁江县、青沔县、四岐县8县，省莅海阳市社；兴安省下辖兴安市社和恩施县、州江县、金洞县、美文县、芙仙县5县，省莅兴安市社。

## 行政区划
1996年，海兴省下辖2市社13县。
- 海阳市社
- 兴安市社
- 恩施县
- 锦平县
- 州江县
- 至灵县
- 嘉禄县
- 金洞县
- 金门县
- 美文县
- 南青县
- 宁江县
- 芙仙县
- 青沔县
- 四岐县